# Айгунь
Айгунь (кит. трад. 愛輝, пиньинь Àihuī) или Айгун — в прошлом город в северной Маньчжурии, ниже Благовещенска по Амуру. В настоящее время — посёлок на территории района Айхуэй городского округа Хэйхэ, расположенный в 30 км к югу от центра Хэйхэ.

## История
Ерофей Хабаров упоминал в 1658 году дючерское селение Айтюн, которое отождествляется с Гродековским городищем на противоположном берегу Амура. На своё последующее место Айгун (что переводится как «яркий нефрит») был перенесён вскоре после похода на Албазин. До 1690 года город служил ставкой военного наместника Хэйлунцзяна, но и впоследствии представлял большой стратегический интерес.
Именно в Айгуне в 1858 году генерал-губернатор Сибири Н. Н. Муравьев-Амурский подписал с цинским Китаем Айгунский договор. По этому договору к России перешёл левый берег Амура, от реки Аргуни до Тихого океана. За решение «Амурского вопроса» Н. Н. Муравьёв был возведён в графы с титулом «Амурский».